# 險潭公廨
23°21′16″N 120°29′24″E / 23.354563°N 120.489913°E

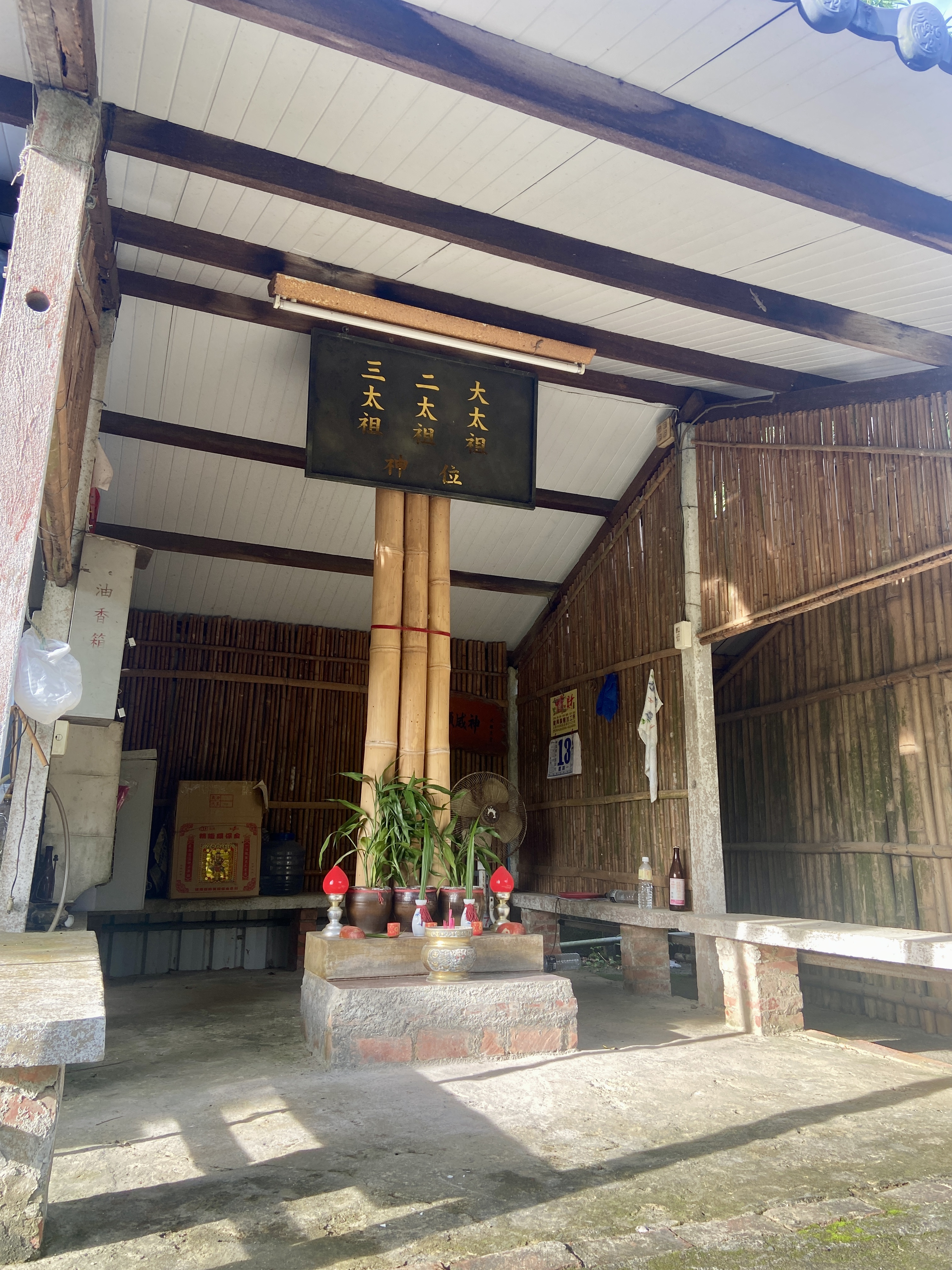
險潭公廨內部代表太祖三姐妹的中柱。

險潭公廨（臺灣話：hiám-thâm kong-kài）位於臺南市白河區仙草里白水溪庄右轉往關帝壇的路上約 2 公里處，為臺灣原住民的公廨，祭神為「太祖」。由以建築中柱代表太祖之形制來看，應為大武壠族信仰；從當地耆老稱太祖為「ㄇㄨ ㄇㄨ」來看，則接近羅亞語的 bubu 或 vuvu（祖母輩女性長輩），或大武壠語的 amumu（祖父母輩長輩）。

## 歷史
200 多年前，來自東山鄉哆囉嘓社的羅亞族後裔沿著白水溪谷上溯到白水溪北岸約海拔 400 公尺的丘陵地，建立白水溪庄，接著另一批羅亞族的人在白水溪庄的東邊及東北邊建立鰗鰡坑與險潭兩個小部落:91。
1871 年，基督教長老教會進入本地傳教後，白水溪本庄幾乎都改信基督教。後來險潭和鰗鰡坑兩部落的人們便在險潭某個地方另起了一間公廨，歷經一段時日後，也不知何故公廨又移到鰗鰡坑。但本就住戶稀少的鰗鰡坑部落，在極短的時間內相繼搬離，形成廢庄狀態，於是太祖的信徒後來又在險潭庄建立了一座公廨。
關於公廨遷移的說法眾說紛紜，但可性的說法有兩種：
- 一說白河水庫邊緣山區產業道路旁的險潭公廨，於 1957 年或 1961 年由險潭移往鰗鰡坑，後因白河水庫建成後往鰗鰡坑山路遭水淹不通，族人祭拜不便，又將公廨遷回現址。[6][2]
- 另有一說為口述記載：該部落曾傳染瘟疫，於祖輩的要求年輕一輩的迅速搬離鰗鰡坑部落，莫再回去[5]。

2001年，六重溪部落的族人前來協助白水溪險潭部落的族人教唱牽曲，並在祭典時相互交流，促使了這個部落的族人，民族意識大興，對於傳統的祭典也更加重視:05。

## 建築
公廨原僅由六根木柱撐起，四面無牆，中間水泥仿作大麻竹三根，前方祭台有三個陶甕，代表太祖三姊妹，目前為鐵皮屋搭建。